# Procranioceras
Genre
Procranioceras est un genre fossile d'ongulé artiodactyle de la famille des Palaeomerycidae. Il était endémique de l'Amérique du nord au Miocène moyen (Burdigalien-Serravallien), entre 16,3 et 13,6 millions d'années avant notre ère.

## Taxonomie

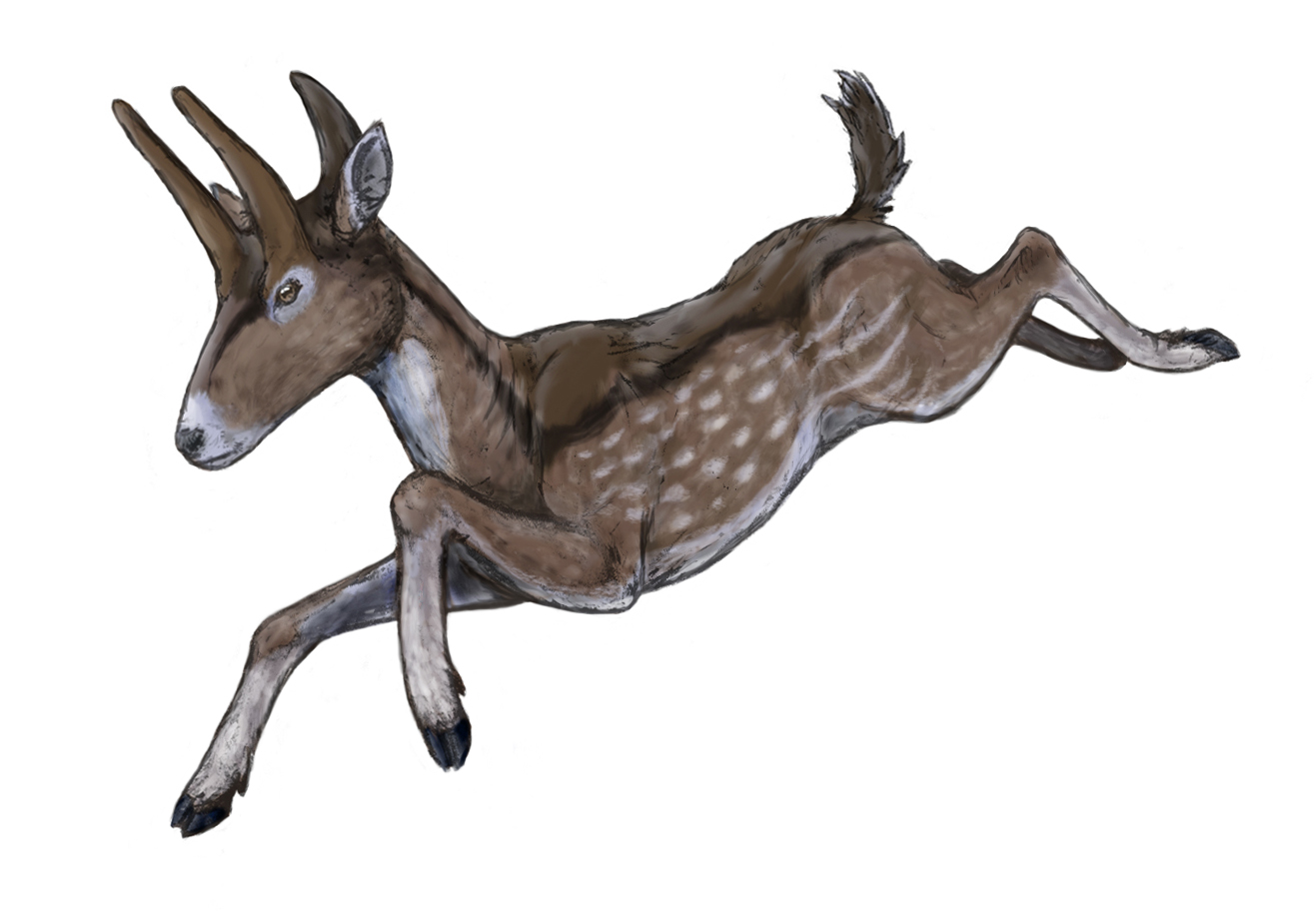
Reconstitution.

Cranioceras (Procranioceras) skinneri a été nommé par Childs Frick (1937) en tant que sous-genre. Il a été requalifié en Procranioceras par Janis et Manning (1998) et Prothero et Liter (2007). Il a été assigné aux Dromomerycidae par Janis et Manning (1998), puis aux Cranioceratini par Prothero et Liter (2007),.

## Apparence
Un seul spécimen de Procranioceras a été mesuré par M. Mendoza, C. M. Janis et P. Palmqvist, qui estiment qu'il devait peser environ 250 kg.

## Distribution des fossiles
- Bradley Site, Bone Valley Formation (en), Comté de Polk (Floride)
- Four Courners Site, Saskatchewan
- Hottell Ranch Horse Quarry, Comté de Banner (Nebraska)